# Galerie d'art Stewart Hall
La Galerie d'art Stewart Hall est une galerie d'art situé au troisième étage de la maison Stewart Hall, au 176 chemin du Bord-du-Lac à Pointe-Claire au Québec. Fondée en 1963, la galerie d'art détient des œuvres tant locales qu'internationales. La collection permanente inclut des œuvres de plusieurs artistes de renom.

## Histoire
Connue à l'époque sous le nom de « Mull Hall », la maison a été construite pour Charles Wesley MacLean en 1915-1916 selon les plans de l'architecte Robert Findlay. La maison a été nommée ainsi en l'honneur de l'île de Mull, qui abritait le clan MacLean dans les Highlands écossais. 
Les Pères de Sainte-Croix acquièrent le manoir en 1940 et continuent d'exploiter la ferme sur les terres environnantes.
En 1958, les Pères de Sainte-Croix vendent le terrain à un promoteur immobilier qui avait prévu de construire une tour d'habitation sur le site. Le terrain est acheté peu après par May Beatrice Stewart, épouse de Walter Moncrief Stewart, actionnaire majoritaire de l’entreprise Macdonald Tobacco (en), philanthropes qui étaient voisins des MacLean, pour éviter sa démolition. Ils en font don à la ville de Pointe-Claire pour la somme symbolique de 1 $ à la condition que le site soit préservé et dédié à des activités culturelles. 
La ville de Pointe-Claire transforme l'édifice en centre culturel, selon les plans des architectes Papineau, Gérin-Lajoie et Leblanc, qui ont également conçu la station de métro Peel. L'inauguration a lieu le 16 février 1963 en présence du Gouverneur général Georges Vanier.

## Architecture
Les murs extérieurs de la maison sont fabriqués à partir de blocs de calcaire d'origine locale. La conception du bâtiment est symétrique et se compose de trente-cinq pièces. Une grande véranda surplombe le lac Saint-Louis. Le portique d'entrée est orné de colonnes, le toit, à l'origine couvert en bardeaux de cèdre, est revêtu de feuilles de cuivre striées. 